# When I'm Gone
When I'm Gone er første single fra den amerikanske rapper Eminems første opsamlingsalbum, Curtain Call: The Hits. Da sangen blev udgivet gik det ind som nummer otte på den amerikanske Billboard Hot 100.

## Hitliste
| Hitliste (2005–2006)                             | Højeste placering |
| ------------------------------------------------ | ----------------- |
| Australien (ARIA)                                | 1                 |
| Østrig (Ö3 Austria Top 40)                       | 7                 |
| Belgien (Ultratop 50 Flanderen)                  | 8                 |
| Belgien (Ultratop 50 Vallonien)                  | 26                |
| Eurochart Hot 100                                | 3                 |
| Finland (Suomen virallinen lista)                | 3                 |
| Tyskland (Official German Charts)                | 6                 |
| Irish Singles Chart                              | 5                 |
| Holland (Dutch Top 40)                           | 3                 |
| New Zealand (RIANZ)                              | 2                 |
| Norge (VG-lista)                                 | 4                 |
| Sverige (Sverigetopplistan)                      | 5                 |
| Schweiz (Schweizer Hitparade)                    | 7                 |
| Storbritannien Singles (Official Charts Company) | 4                 |
| U.S. Billboard Hot 100                           | 8                 |
| U.S. Billboard Hot R&B/Hip-Hop Songs             | 96                |
| U.S. Billboard Hot Rap Tracks                    | 22                |
| U.S. Billboard Pop 100                           | 7                 |